# Acronicta carbonaria
Acronicta carbonaria là một loài bướm đêm thuộc họ Noctuidae. Nó được tìm thấy ở Nhật Bản (Honshu, Shikoku và Kyushu), bán đảo Triều Tiên và vùng Viễn Đông Nga (Primorye và miền nam Khabarovsk).